# 障碍跑
障礙賽（Steeplechase）是一種在賽程中安插各種障礙並讓選手通過的徑賽運動。現在正式比賽通常為3000米障礙賽。

## 歷史
早在19世紀中葉時期的英國，障礙跑就開始出現，牛津大學於1864年舉行了世界上第一場正式的障礙跑賽事，後來演變成現在的障礙跑賽。在1900年第二屆奧運中障礙跑首次出現，當時障礙跑設有2500米以及4000米的兩個項目。其後一屆的奧運，障礙跑的距離才規定為3000米，一直沿用至今。而女子障礙跑發展比男子的晚得多，國際田聯在1997年才正式開始推廣女子障礙跑。

## 現代障礙跑
障礙跑可以說是長跑與跨欄的混合田徑賽，根據國際田徑聯合會(IAAF)之規則（3000米障礙跑），障礙跑全程共要跨過35次障礙，當中有7次是水池障礙；障礙架方面，障礙架寬不少於3.94米，重80~100公斤；高度方面，男子障礙跑欄高為914毫米(mm)（若以英制方式計算為3英尺），女子障礙跑欄高為762毫米(mm)（若以英制方式計算為2英尺6英吋／2.5英尺）；水池障礙方面，水池為方形設計，寬3.66米，長3.66米，水池深度為50-70厘米之間(向下傾斜最深處)。400米的跑道可擺放5個障礙架。
障礙跑不但要求運動員具備良好的跨欄技巧，而且要有優秀的長跑體質以及頑固的意志。障礙跑可以發展耐力，提升內臟器官的機能，培養出堅強和不怕困難的性格。

## 世界紀錄
目前3000米障礙跑的世界紀錄為7分53秒63，由卡塔爾選手Saif Saaeed Shaheen於2004年9月3日創造。